# Новозахаркино (Петровский район)
Новозаха́ркино — село в Петровском районе Саратовской области России. Административный центр Новозахаркинского муниципального образования.

## География
Село находится на расстоянии 14 км к югу от города Петровск, административного центра района, и 85 км к северо-западу от города Саратов, административного центра области. Абсолютная высота — 185 м над уровнем моря.

### Часовой пояс
Село Новозахаркино, как и вся Саратовская область, находится в часовой зоне МСК+1. Смещение применяемого времени относительно UTC составляет +4:00.

## Население
| 2002 | 2010 |
| ---- | ---- |
| 721  | ↗761 |

## Улицы
| - ул. 70 лет Октября, - ул. Дружбы, - ул. Овражная, - ул. Олимпийская, - ул. Парковая, | - ул. Рабочая, - пер. Рабочий, - ул. Речная, - ул. Саратовская, - ул. Советская. |

## Инфраструктура
В селе действуют средняя общеобразовательная школа, фельдшерско-акушерский пункт, отделение связи, дом культуры.